# Tomba dei Sarcofagi
Die Tomba dei Sarcofagi (deutsch: „Grab der Sarkophage“)  ist ein zum Teil ausgemaltes etruskisches Kammergrab, das ans Ende des 4. Jahrhunderts v. Chr. datiert. Das Grab wurde in der ersten Hälfte des 19. Jahrhunderts in der Banditaccia-Nekropole bei Cerveteri entdeckt.
Das Grab besteht aus einer Kammer mit einem Dromos. Die Kammer hat ein Satteldach und eine niedrige umlaufende Bank. Sie fand sich beraubt und enthielt noch drei Sarkophage, die dem Grab den modernen Namen gaben. Zwei von ihnen haben eine männliche Deckelfigur, der dritte ein Giebeldach. Auf der umlaufenden Bank befinden sich heute nur noch schlecht erhaltene Malereien, die einen Tierfries zeigen. Es fanden sich eine lateinische und eine etruskische Inschrift, nach denen das Grab der Apocus-Familie gehörte.